# Heinrich Kurtzig
Pour les articles homonymes, voir Kurtzig.
Heinrich Kurtzig (né en 1865 à Inowrocław, mort en 1946 à Casablanca) est un écrivain allemand sous le pseudonyme Bogumil Curtius.

## Biographie
Heinrich Kurtzig (le grand-père du philosophe  Stéphane Mosès et l'arrière-grand-père de l'écrivain Emmanuel Moses) suit une formation en affaires pour gérer une usine à Inowrocław. En 1905, il s'installe à Berlin où il fonde une maison d'édition. Il appartient à l'école de poésie de Breslau (de). À ses débuts, il est soutenu par l'humoriste Julius Stettenheim. Son œuvre décrit l'univers des Juifs d'Europe orientale. Il fait souvent référence à son père Aron Kurtzig qui a émigré dans la Cujavie.
Dorfjuden est interdit et brûlé par les nazis en 1933. Néanmoins Kurtzig publie en 1934 une parodie de l'Odyssée. En 1939, il émigre d'Allemagne avec sa famille, dont son petit-fils Stéphane Mosès, au Maroc.

## Œuvre
- Fidele Landpartie, 1886
- Unseren Helden. Vor der Marne – im Gefecht 9. September 1914.  Poèmes. 1914
- Ostdeutsches Judentum. Tradition einer Familie. Préface d'Erdmann Graeser (de). Eulitz, Stolp 1927
- Dorfjuden. Ernstes und Heiteres von ostischen Leuten. Poppelauer, 1928
- Kaufmann Frank. Geschichte eines Lebens. Engel, Leipzig 1929
- An der Grenze. Kulturgeschichtliche Erzählung. Engel, Leipzig 1931
- Liebes- und Irrfahrten nach Homers Odyssee. Wieder mal etwas Heiteres. Préface de Thassilo von Scheffer (de). Engel, Leipzig 1934